# 牙橋

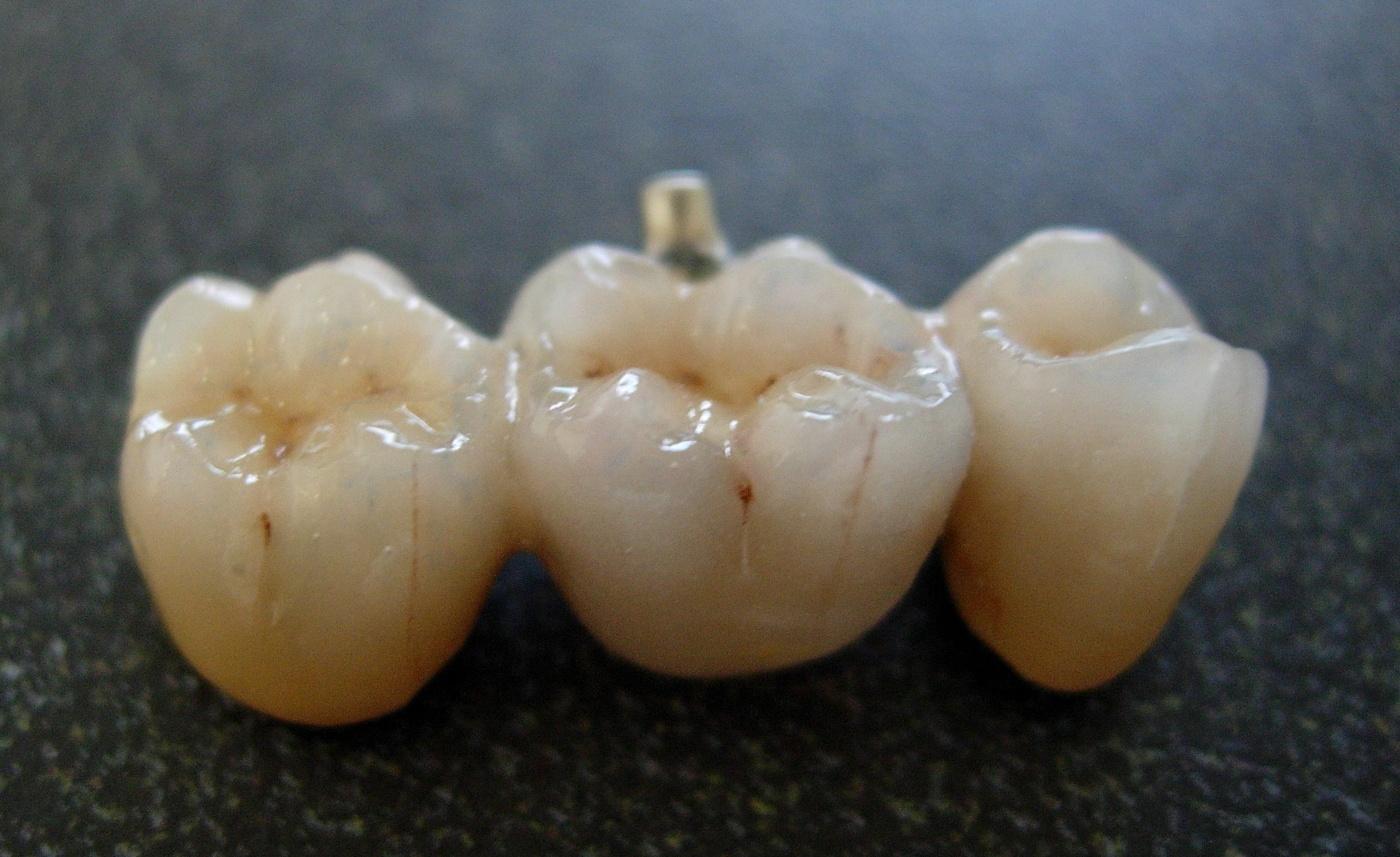
三顆牙位的牙橋。中間的缺齒以兩旁的牙齒作為橋墩，為缺齒的位置建立橋樑。

牙橋（英語：dental bridge，bridge）是一種固定假牙，彌補缺失的牙齒。缺齒位置的假牙借助相鄰的牙齒製作的牙冠固定，由於兩旁的牙齒充當橋墩的角色，而連接的假牙則為橋面，所以稱為牙橋。

## 特點
牙橋是一種附有假牙的牙冠，以粘結劑固定在缺齒位置附近的牙齒，並可長期留在口腔內。由於牙橋是以粘結劑固定在牙齒上，穩定性較活動假牙高，提供的咬合力也比活動假牙為佳。因為牙橋須要套在相鄰的牙齒上，所以作為牙橋支持點的牙齒需要磨細，以便套上牙橋，或會對原本健康的牙齒造成損害，作為橋墩的牙齒也須要分擔缺齒假牙的咬合力造成額外負擔。
傳統固定牙橋：缺牙位置的假牙以兩旁的存在牙齒固定，可提供較大的咬合力，或用於連續兩顆缺齒。傳統牙橋即使用於固定一顆假牙，都要磨小兩顆相鄰牙齒，製作連同假牙共三顆牙位的牙冠，所以又稱為「缺一補三」。由於有兩旁的牙齒支持，可用於咬合力要求較高的臼齒。
單端固定牙橋：僅以缺失牙齒位置的一側牙齒作為懸臂固定牙橋，可減少磨小牙齒的數量，但只能連接一顆假牙，主要用於咬合力要求較低的缺齒位置。

## 效用
牙橋相比起活動假牙可提供較佳的咬合力，也無須每天拆下清潔，在日常生活較為方便，但牙橋的鑲配有一定限制。牙橋因為需要依靠相鄰的牙齒固定及承擔咬合力，兩顆自然牙之間的缺齒越多，自然牙要分擔的咬合力就越大，用作固定牙橋的自然牙容易因受力過大受到損害，還有牙橋造得越長也容易因受力不均而損壞，所以牙橋不適合用於超過兩顆的連續缺齒，較適合用於單顆或少量的不連續缺齒。此外，大量缺齒或全口缺齒都不適合採用牙橋，而應考慮以活動假牙或植牙治理。
牙橋的鑲配因為需要磨小缺齒位置相鄰的自然牙，或會對自然牙造成不良影響。自然牙的牙冠磨小後可能會出現容易敏感的情況，或需要以根管治療術移除牙齒的神經，但會使自然牙變得脆弱。由於牙橋套在自然牙後，自然牙與牙橋的交界處容易積存殘餘食物，較易出現蛀牙，所以鑲配牙橋後必須時常保持口腔衛生，防止支承牙橋的自然牙出現蛀牙，並應定期接受牙科檢查。

## 清潔
牙橋因為套在自然牙上，如清潔不足會造成自然牙出現蛀牙，而牙橋底部容易積存殘留食物，不但會造成自然牙出現蛀牙，殘留食物腐敗產生的毒素可造成牙肉發炎導致牙周病。牙橋因為沒有牙縫，清潔牙橋底部較為不便，牙刷不能清潔牙橋底部與牙肉間的位置，所以須要每天使用特效牙線清潔牙橋底部，也不能以嗽口水代替牙線。特效牙線是一種其中一端較硬的牙線，使用時把牙線較硬的一端穿過牙橋底部，便可以上下左右拉動清潔牙橋底部及自然牙的接合處，確保牙橋底部及牙橋與自然牙的交界處不會積存食物導致蛀牙及牙周病。